# Unaí Esporte Clube
Maillots
Le Unaí Esporte Clube est un club brésilien de football basé à Unaí dans l'État du Minas Gerais.
Bien que ce club soit basé dans le Minas Gerais, il évolue dans le championnat de Brasilia.